# 東陽町站
東陽町站（日语：／ Tōyochō eki */?）是位於日本東京都江東區東陽四丁目，屬於東京地下鐵東西線的鐵路車站。車站編號是T 14。
東西線的快速列車在此站與西船橋站之間以快速運行。

## 歷史
- 1967年（昭和42年）9月14日：帝都高速度交通營團（營團地下鐵）東西線開業，當時以本站為終點站。
- 1969年（昭和44年）3月29日：東西線從本站延伸至西船橋站。東陽町－西船橋間開始進行不停車的快速運行。
- 1998年（平成10年）12月：月台拓寬、無障礙設施改善工程動工[2][3]。
- 2001年（平成13年）3月8日：更新LED式月台目的地導覽顯示機。
- 2004年（平成16年）4月1日：營團地下鐵民營化，本站成為東京地下鐵之車站。
  - 8月末 改良工程結束[3]。
- 2009年（平成21年）9月9日：清晨4點10分左右，留置於本站的電車與保線用機械正面追撞。
- 2016年（平成28年）3月31日：西船橋方向增設剪票口與出入口[4]。

## 車站構造
東陽町站是設有中柱的對向式月台2面2線的地下車站。
本站在改良工程後，月台拓寬至3.5公尺，部分最大至7.25公尺，並設置電扶梯與電梯。電扶梯連結各月台與大廳，南砂町側出入口亦有設置。電梯連通各月台與木場側大廳。木場側剪票口與1號出入口亦有電梯。
車站木場側緊靠單線盾構隧道，因此A線（西船橋方向）與B線（中野方向）間隔較窄。南砂町側（深川車輛基地側）可停放1班列車。來自南砂町的B線列車除部分列車外會利用轉轍器轉向進站。
為了搭配深川車輛基地列車出入庫，有以本站起訖的班次存在。
廁所在西剪票口內與2號線月台南砂町側。
現在本站兩端皆有2個出入口，由於使用人數不斷增加，西船橋方向月台層規劃新設剪票口，2016年3月底啟用。

### 月台配置
| 月台 | 路線   | 目的地                         |
| ---- | ------ | ------------------------------ |
| 1    | 東西線 | 西船橋、津田沼、東葉勝田台方向 |
| 2    | 東西線 | 日本橋、大手町、中野、三鷹方向 |

（來源：東京地下鐵:構內圖 （页面存档备份，存于））

## 利用狀況
2017年度1日平均上下車人次為126,363人，在東京地下鐵全部130個車站當中排名第25位。2002年度超越銀座線虎之門站後，成為東京地下鐵使用人數最多的單一路線車站。
近年1日平均上下車、上車人次變化如下表。
| 年度               | 1日平均 上下車人次 | 1日平均 上車人次 | 來源     |
| ------------------ | ------------------ | ---------------- | -------- |
| 1992年（平成04年） |                    | 52,079           | [ * 1 ]  |
| 1993年（平成05年） |                    | 53,244           | [ * 2 ]  |
| 1994年（平成06年） |                    | 52,666           | [ * 3 ]  |
| 1995年（平成07年） |                    | 52,872           | [ * 4 ]  |
| 1996年（平成08年） |                    | 52,937           | [ * 5 ]  |
| 1997年（平成09年） |                    | 52,847           | [ * 6 ]  |
| 1998年（平成10年） |                    | 54,195           | [ * 7 ]  |
| 1999年（平成11年） | 106,863            | 53,607           | [ * 8 ]  |
| 2000年（平成12年） | 108,530            | 54,364           | [ * 9 ]  |
| 2001年（平成13年） | 110,326            | 54,704           | [ * 10 ] |
| 2002年（平成14年） | 111,279            | 55,701           | [ * 11 ] |
| 2003年（平成15年） | 112,798            | 56,276           | [ * 12 ] |
| 2004年（平成16年） | 111,898            | 55,863           | [ * 13 ] |
| 2005年（平成17年） | 114,370            | 57,049           | [ * 14 ] |
| 2006年（平成18年） | 118,463            | 59,318           | [ * 15 ] |
| 2007年（平成19年） | 126,542            | 63,393           | [ * 16 ] |
| 2008年（平成20年） | 127,804            | 63,879           | [ * 17 ] |
| 2009年（平成21年） | 125,823            | 62,934           | [ * 18 ] |
| 2010年（平成22年） | 129,076            | 64,454           | [ * 19 ] |
| 2011年（平成23年） | 126,119            | 63,254           | [ * 20 ] |
| 2012年（平成24年） | 120,297            | 59,918           | [ * 21 ] |
| 2013年（平成25年） | 118,456            | 59,145           | [ * 22 ] |
| 2014年（平成26年） | 120,310            | 60,112           | [ * 23 ] |
| 2015年（平成27年） | 122,916            | 61,372           | [ * 24 ] |
| 2016年（平成28年） | 125,015            | 62,405           | [ * 25 ] |
| 2017年（平成29年） | 126,363            |                  |          |

## 車站周邊
- 東京地下鐵深川車輛基地（日语：深川車両基地）、東西線工務區
- 江東區役所（日语：江東区役所）
  - 江東區防災中心
  - 江東區文化中心
- 江東區立東陽圖書館（日语：江東区立図書館）
- 江東區保健所、江東區健康中心
- 江東區產業會館
- 警視廳江東運轉免許試驗場（日语：江東運転免許試験場）
- 深川郵便局（日语：深川郵便局 (東京都)）
  - 郵貯銀行深川店
- 江東區文化中心內郵便局
- 江東南砂團地內郵便局
- 江東鹽濱郵便局
- 東京都立深川高等學校（日语：東京都立深川高等学校）
- 江東區立東陽中學校（日语：江東区立東陽中学校）
- 江東區立東陽小學校
- 江東區立南陽小學校
- 東京East 21（日语：東京イースト21） - 鹿島建設的再開發設施
  - East 21 Tower - 三菱UFJ資訊科技（日语：三菱UFJインフォメーションテクノロジー）本社、三菱東京UFJ銀行系統部、豐田金融（日语：トヨタファイナンス）東京本社等。
  - 東京東方21世紀酒店（日语：ホテルイースト21東京）
- 三菱東京UFJ銀行木場深川支店
- 大榮（日语：ダイエー）東京本社 - 登記上的本店在兵庫縣神戶市，但此地是實質上的本社。
- 西友東陽町店
- SUMMIT STORE East 21店
- 明治安田生命東陽町大廈
- INTEC（日语：インテック）東京本社
- NTT深川大廈
- 日本數位研究所（日语：日本デジタル研究所） (JDL) 本社
  - 伊别克斯航空本社
- SKY Perfect JSAT東京媒體中心
- Organo（日语：オルガノ）本社
- 三住集團本社（日语：ミスミグループ本社）
- 竹中工務店東京本店/竹中土木（日语：竹中土木）本社
- 明治本社
- 新日輕（日语：新日軽）本社
- 相鐵FRESA INN（日语：相鉄フレッサイン）東京東陽町站前
- Hotel Route Inn（日语：ホテルルートイン）東京東陽町
- R&Bホテル（日语：ワシントンホテル (愛知県の企業)）東京東陽町
- 公社南砂2丁目團地
- JR巴士關東東京支店（日语：ジェイアールバス関東東京支店）
- 東京都交通局深川自動車營業所（日语：都営バス深川営業所）東陽操車所
- METRO GREEN東陽町（メトログリーン東陽町） - 東京地下鐵集團企業地下鐵大廈（地下鉄ビルデイング）營運的高爾夫練習場
- 臨床福祉專門學校（日语：臨床福祉専門学校）
- 東京YMCA本部、東陽町中心
  - 東京YMCA社會體育、保育專門學校
- 永代通（日语：永代通り）
- 四目通（日语：東京都道465号深川吾嬬町線）

## 巴士路線
最近的巴士站是永代通及四目通的東陽町站前。以下路線由東京都交通局、東京空港交通（機場接駁巴士）運行。
東陽町站前
- 都07系統：經木場站前往門前仲町／經境川往錦糸町站
- 木11甲系統：往木場站／新木場循環、往新木場站、往若洲露營場（日语：若洲公園）
- 木11乙系統：往潮見站
- 陽20系統：經江東高齡者醫療中心（日语：順天堂大学医学部附属順天堂東京江東高齢者医療センター）往東大島站
- 亀21系統：經元八幡、龜高橋、大島站前往龜戶站
- 門21系統：經龜高橋往東大島站／經冬木往門前仲町
- 錦22系統：經千田往錦糸町站／往臨海車庫
- 東22系統：經千田往錦糸町站／往東京站丸之內北口
- 錦13甲折返系統：經豐洲站往昭和大學江東豐洲醫院前
- 機場接駁巴士：往羽田機場

## 其他
- 過去位於東京市深川區東端，附近有市電（都電）終點，因此戰前、戰後有許多私鐵曾規劃以本站附近為起點的路線，但都未實現。
  - 東京成芝電氣鐵道（日语：東京成芝電気鉄道）：洲崎（日语：洲崎 (東京都)）、東平井 - 松尾，與東京地下鐵東西線、千葉縣營鐵道北千葉線（日语：千葉県営鉄道）、北總鐵道、芝山鐵道、成田新幹線路線相近。
  - 東武鐵道：西平井 - 龜戶、- 新橋：東武龜戶線延伸[10]。
  - 總武流山電鐵：洲崎 - 馬橋
  - 京成電鐵：東陽町 - 千葉寺，與京葉線路線相近。

## 圖片

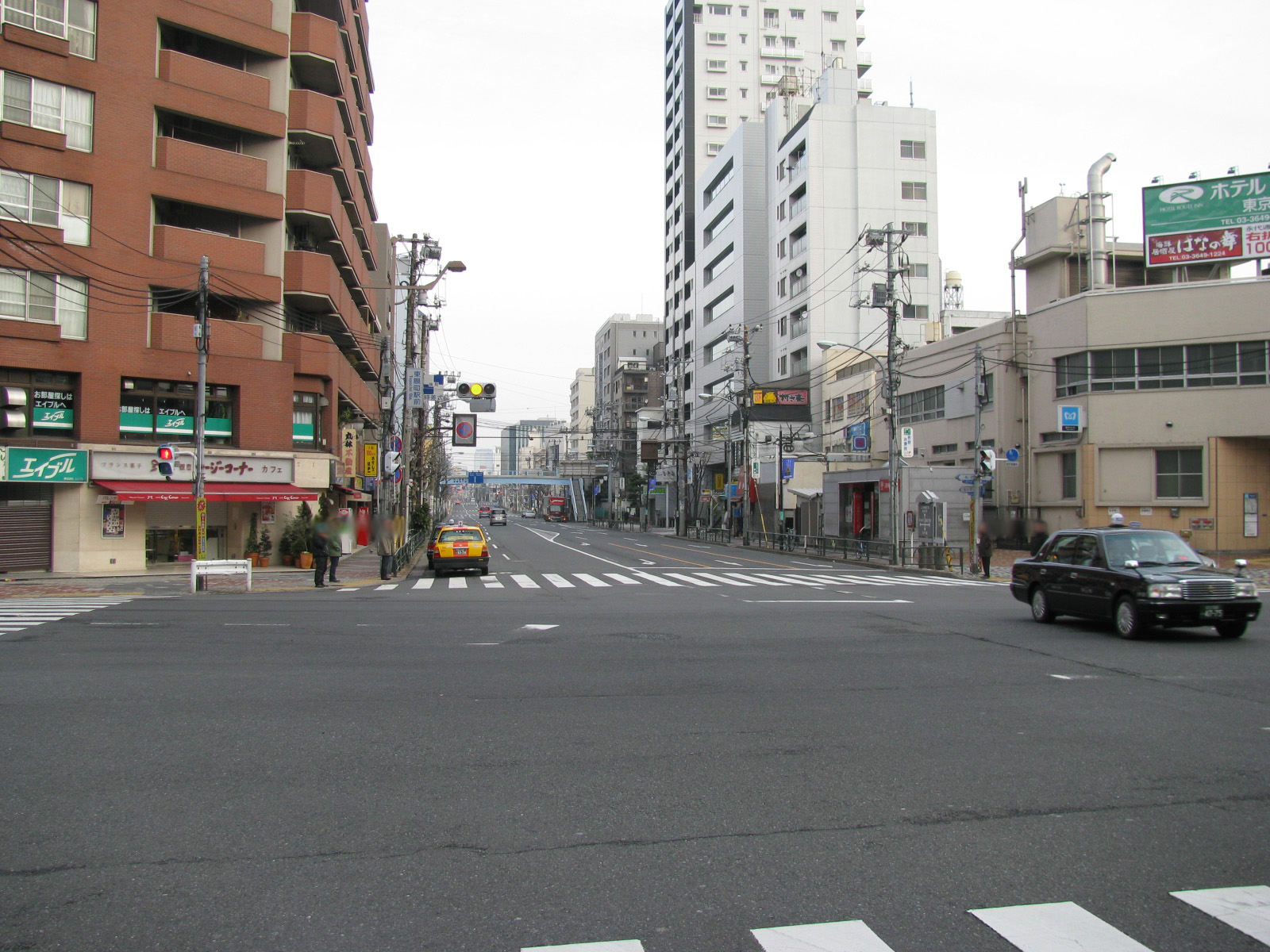
車站周邊（江東區役所、錦糸町方向）
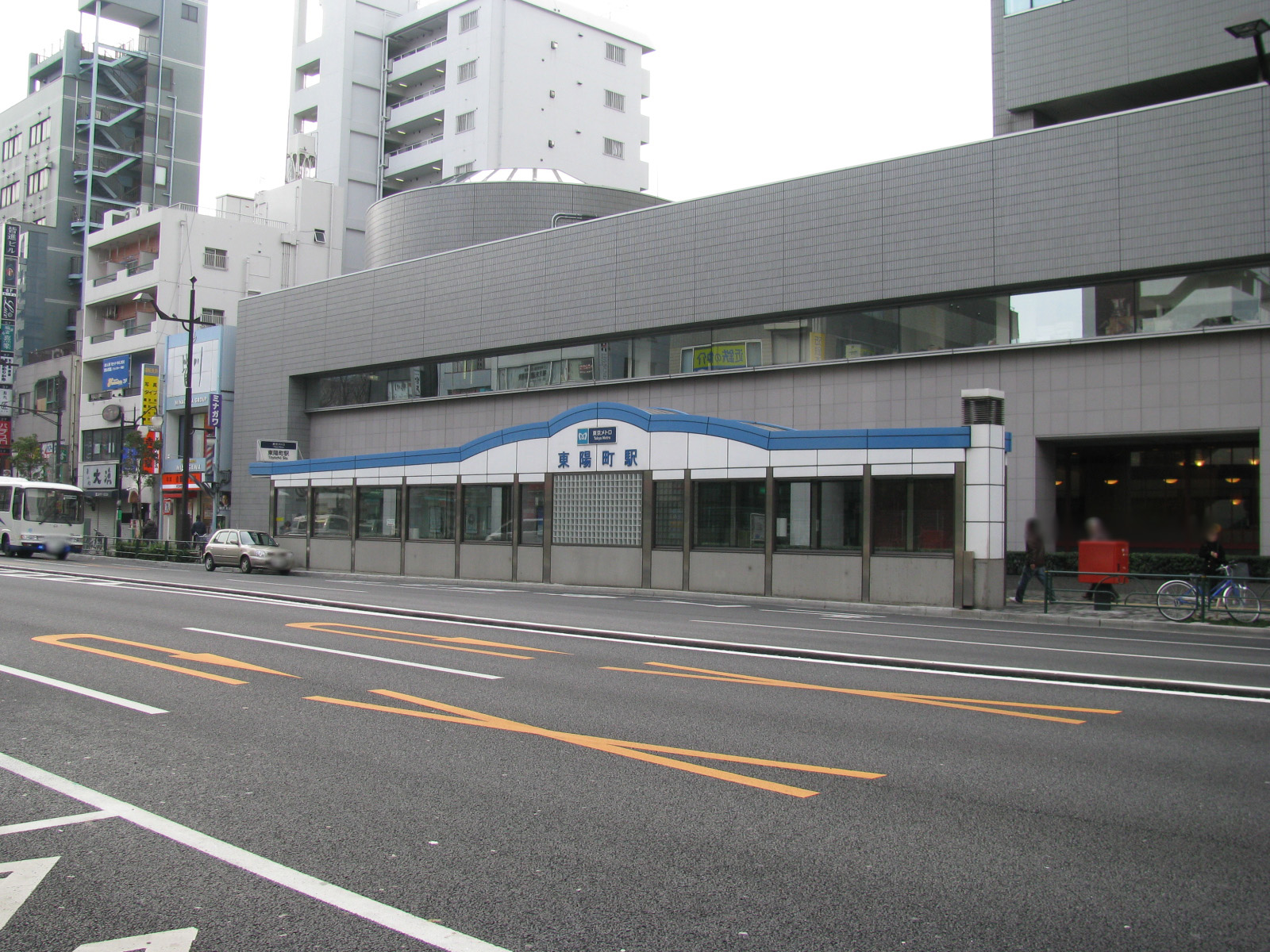
3號出入口（2008年2月10日）
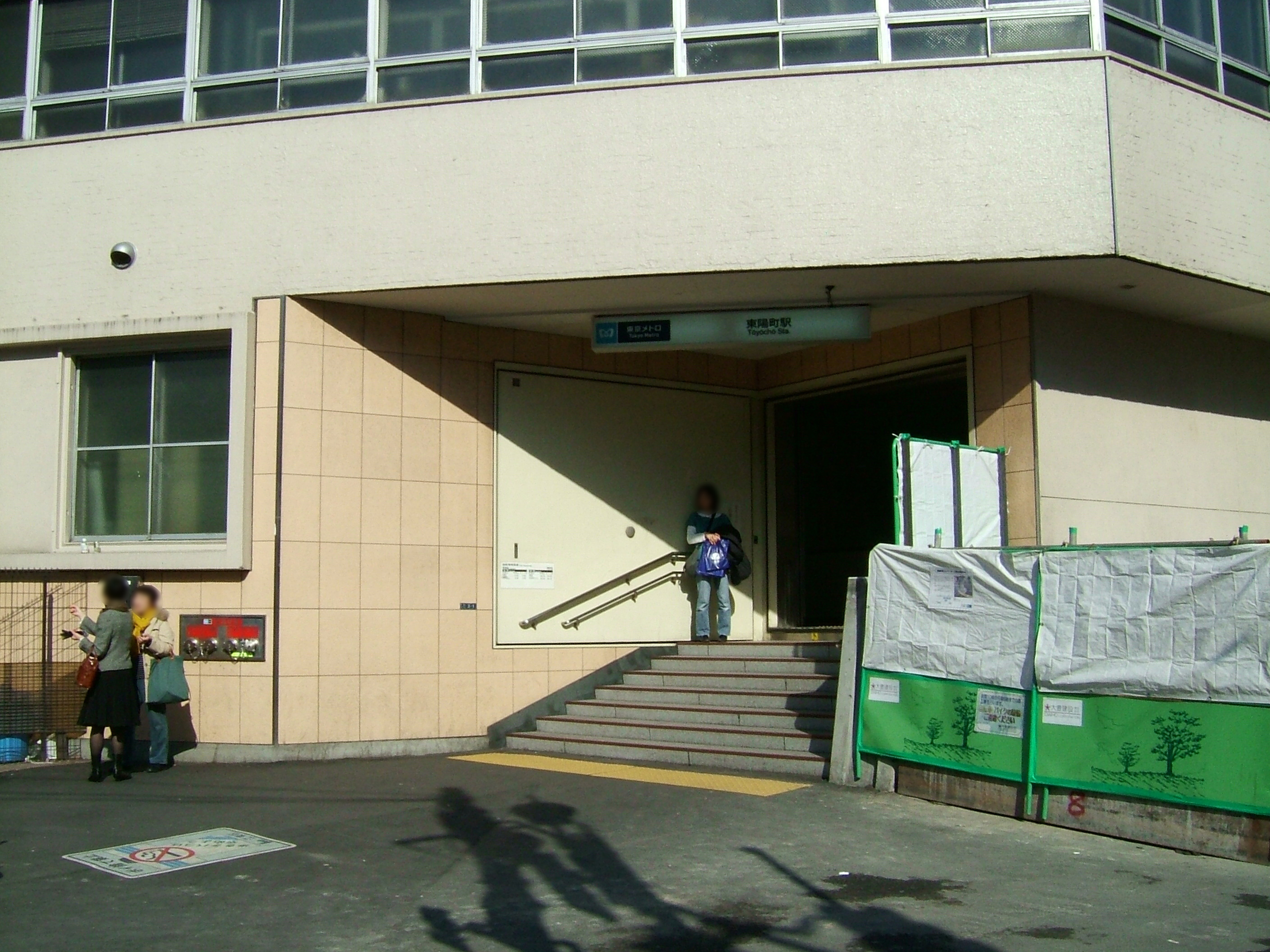
1號出入口（2007年1月27日）
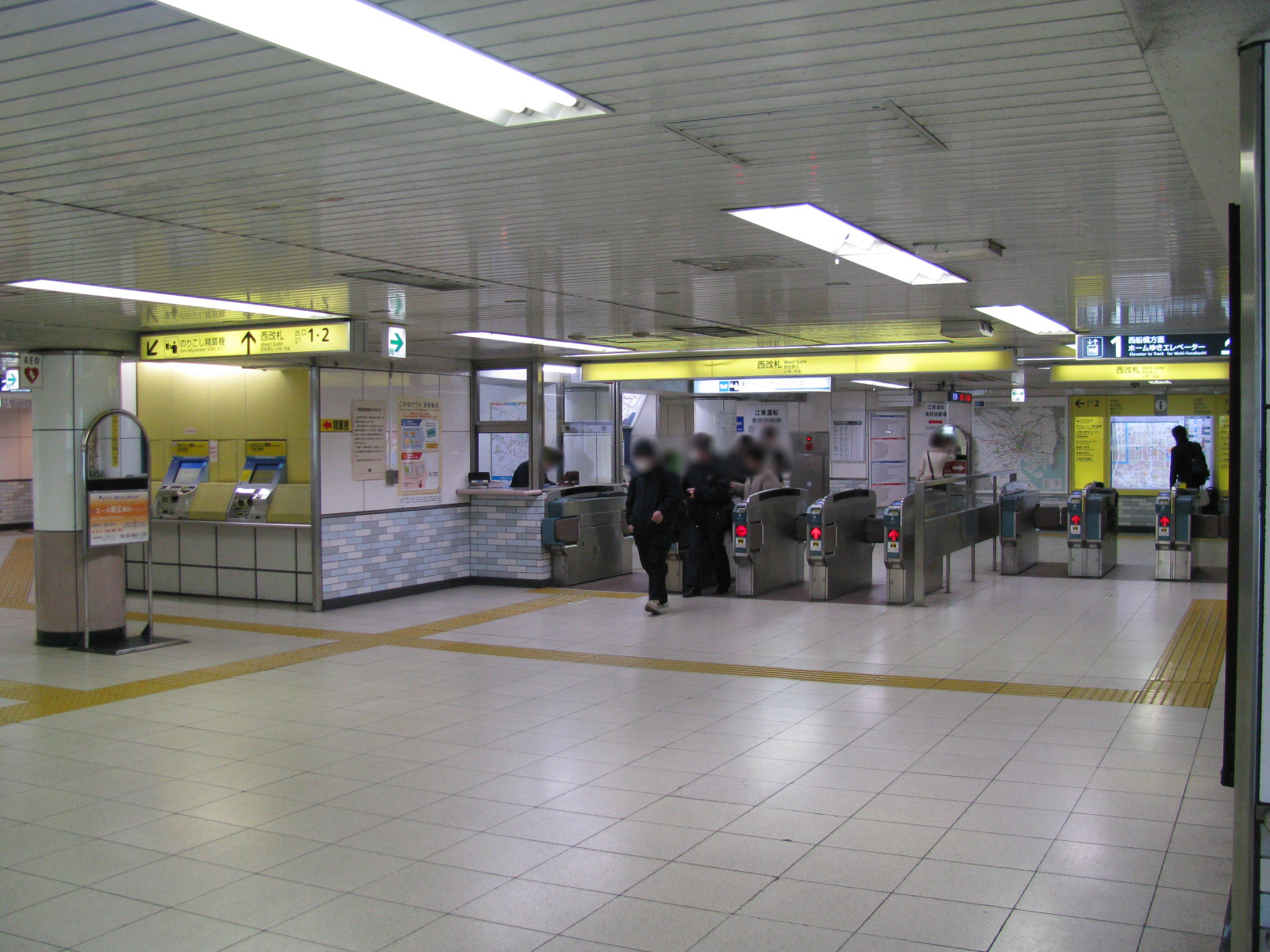
西閘口（2008年2月10日）
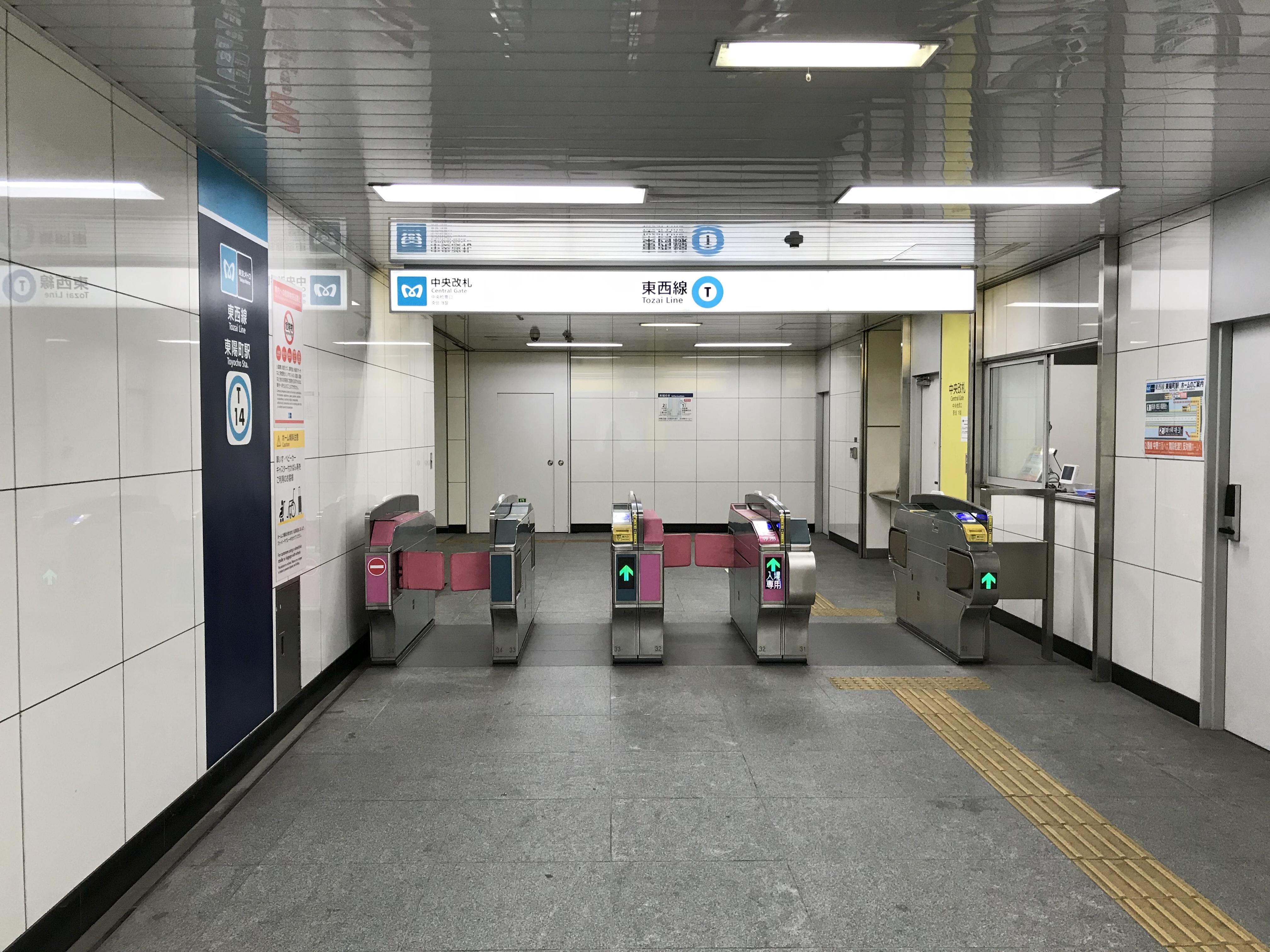
中央閘口（2018年9月15日）
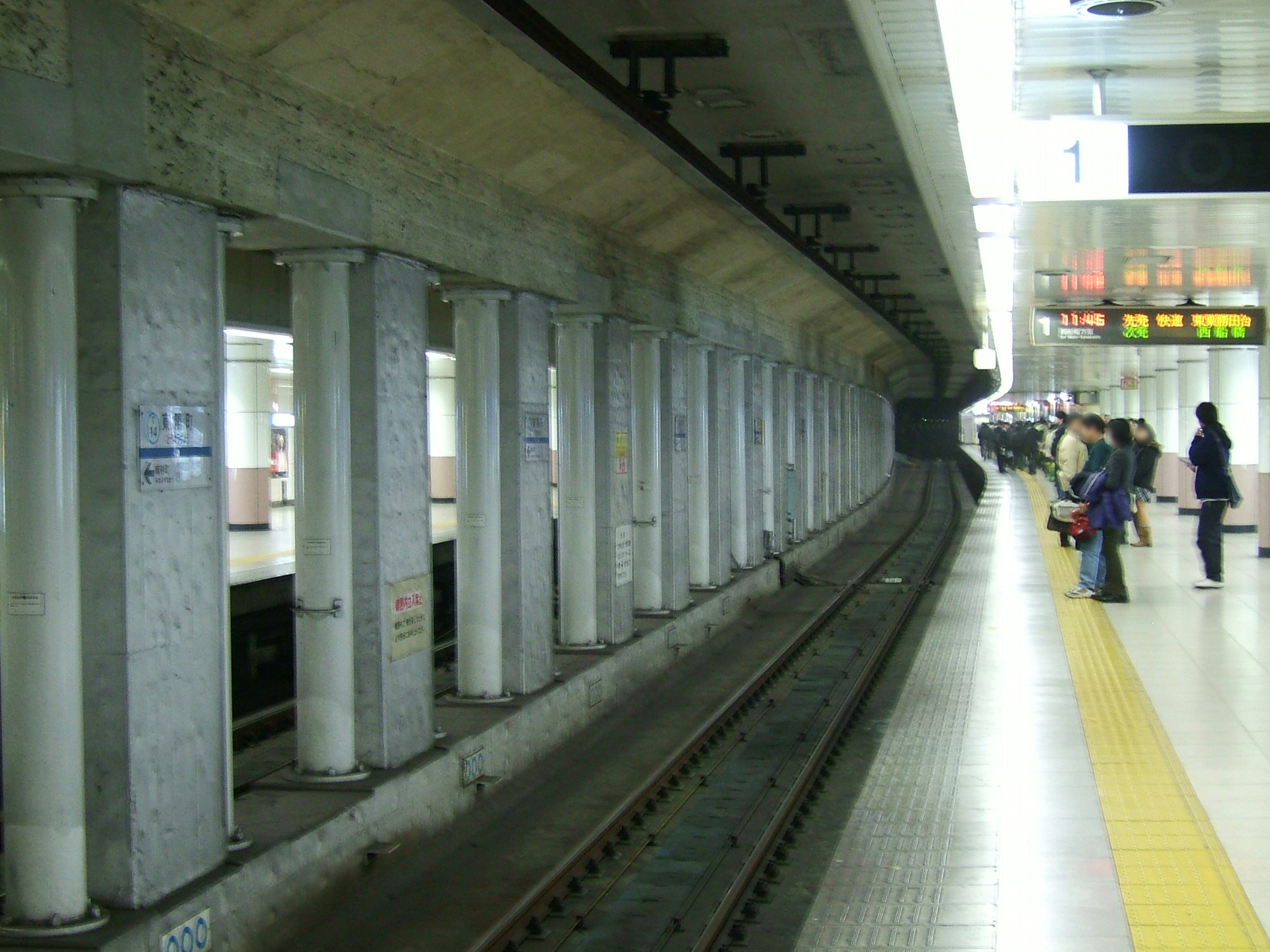
月台（2007年1月27日）

## 相鄰車站
東京地下鐵
 東西線
■快速（木場側各站停車）
木場（T 13）－東陽町（T 14）－浦安（T 18）
■通勤快速、■各站停車
木場（T 13）－東陽町（T 14）－南砂町（T 15）
- 此站以西所有列車各站停車。

### 資料來源
東京都統計年鑑
1. ↑  .   [2017-04-02]. （原始内容存档于2013-08-15）.
2. ↑  .   [2017-04-02]. （原始内容存档于2013-02-03）.
3. ↑  .   [2017-04-02]. （原始内容存档于2013-02-03）.
4. ↑  .   [2017-04-02]. （原始内容存档于2013-02-03）.
5. ↑  .   [2017-04-02]. （原始内容存档于2013-02-03）.
6. ↑  .   [2017-04-02]. （原始内容存档于2016-03-04）.
7. ↑  東京都統計年鑑（平成10年）PDF
8. ↑  東京都統計年鑑（平成11年）PDF
9. ↑  .   [2017-04-02]. （原始内容存档于2016-03-04）.
10. ↑  .   [2017-04-02]. （原始内容存档于2016-03-04）.
11. ↑  .   [2017-04-02]. （原始内容存档于2017-07-29）.
12. ↑  .   [2017-04-02]. （原始内容存档于2017-07-29）.
13. ↑  .   [2017-04-02]. （原始内容存档于2017-07-29）.
14. ↑  .   [2017-04-02]. （原始内容存档于2017-07-29）.
15. ↑  .   [2017-04-02]. （原始内容存档于2017-07-29）.
16. ↑  .   [2017-04-02]. （原始内容存档于2017-07-29）.
17. ↑  .   [2017-04-02]. （原始内容存档于2017-07-29）.
18. ↑  .   [2017-04-02]. （原始内容存档于2016-03-26）.
19. ↑  .   [2017-04-02]. （原始内容存档于2016-03-27）.
20. ↑  .   [2017-04-02]. （原始内容存档于2016-03-25）.
21. ↑  .   [2017-04-02]. （原始内容存档于2016-03-27）.
22. ↑  .   [2017-04-02]. （原始内容存档于2016-03-22）.
23. ↑  .   [2017-04-02]. （原始内容存档于2017-07-30）.
24. ↑  .   [2019-01-07]. （原始内容存档于2018-11-09）.
25. ↑  .   [2019-01-07]. （原始内容存档于2019-05-02）.

## 外部連結
- 東陽町/T14 | 路線・車站資訊 | 東京地下鐵